# Vietnamophryne vuquangensis
Vietnamophryne vuquangensis — вид жаб родини карликових райок (Microhylidae). Описаний у 2021 році.

## Поширення
Ендемік В'єтнаму. Відомий лише у типовому місцезнаходженні — Національний парк Ву Канг в провінції Хатінь у північній частині центральногої частини країни. Мешкає у вічнозеленому вологому лісі на висоті 966 м над рівнем моря.